# 出廚
出厨：又称出灶、下灶、上厨、亲割礼，为中國部份地區的傳統婚禮中，新娘象征性的参与准备婚宴菜肴的工作，以显示自己的身手和勤快。
因各地的不同婚俗礼仪，新娘行出厨礼的方式也不一样。例如福建有些地区新娘需穿起围裙，于烧火后煮鸡蛋。而部分地区出厨礼多为更具象征性的，新娘则只需动一动厨具，舂几下米，撒一把谷子，搅一下泔水缸而已。部分地区如北仑行出厨礼时，新娘在喜宴厨工的帮助下切菜，每切一刀都须吟吉语，诸如夫妻和睦、孝敬公婆、教子有成之类，以祈求婚后会成为一位{{link-ja|妻良母]]。有合婚圆之婚俗礼仪的地区，新人也多会于行此礼时，在厨师的帮助下象征性的搓制汤圆，以备稍后行同牢礼时之用。